# Horst Hellmann
Horst Hellmann (* 20. März 1929 in Siegen; † 30. April 2010 ebenda) war ein deutscher Kommunalpolitiker. Er wurde am 28. Oktober 2004 mit dem Bundesverdienstkreuz Erster Klasse ausgezeichnet.

## Wirken
Hellmann war seitdem Jahr 1966 in der Kommunalpolitik von Siegen tätig, u. a. auf dem Gebiet der Stadterneuerung, der Umwidmung früherer militärischer Gebiete in zivile Projekte, der Durchsetzung eines Kongresszentrums und zahlreicher Bürgerhäuser. In seiner Zeit im Verwaltungsrat der Sparkasse Siegen führte er das „Goldene Sparbuch“ und eine Stiftung für Kunst und Kultur ein. Im Amt als Kirchmeister war er mit der Verwaltung der Finanzen und der fachlichen Begleitung der Baumaßnahmen der evangelischen Nikolai-Kirchengemeinde in Siegen betraut. Hellmann war SPD-Mitglied und gehörte dem Ortsverein Siegen der Arbeiterwohlfahrt an. Seit 2007 gehörte er zum Seniorenbeirat der Stadt Siegen.

## Familie
Horst Hellmann und seine Frau Edith haben drei Kinder.